# Kapsch
Kapsch AG er en østrigsk koncern indenfor telematik, informationsteknologi og telekommunikation. De har 6.673 ansatte og hovedkvarter i Wien. Kapsch leverer bl.a. it til virksomheder samt intelligente transportsystemer til vejinfrastruktur.
I september 1892 etablerede Johann Kapsch (1845–1921) en ingeniørforretning i Wien.